# Боллоева, Полий Елкановна
Полий Елкановна Боллоева (1910 год — 2004 год) — звеньевая колхоза «Революция» Ирафского района Северо-Осетинской АССР. Герой Социалистического Труда (1948). Единственный Герой Социалистического Труда Ирафского района. 

## Биография
Родилась в 1910 году в селе Ахсарисар. Осетинка.
Трудилась в сельском хозяйстве с юности, с началом коллективизации вступила в сельскохозяйственную артель, позже ставшую колхозом «Революция» Ирафского района. С середины 1930-х годов возглавляла звено полеводов, за которым был закреплён 21 гектар посевов кукурузы. На протяжении около десяти лет её звено увеличивало урожайность кукурузы, добивалось лучших в колхозе показателей. В годы Великой Отечественной войны помогала местному партизанскому отряду, а в 1942 году вступила в ряды ВКП(б). После удаления линии фронта от Северного Кавказа участвовала в восстановлении разрушенного колхозного хозяйства.
В 1947 году звено Полий Боллоевой собрало в среднем по 74,3 центнера зерна кукурузы с каждого гектара на участке площадью 3 гектара и по 45 центнеров зерна кукурузы на участке площадью 8 гектаров. Указом Президиума Верховного Совета СССР от 9 марта 1948 года «за получение высоких урожаев пшеницы и кукурузы при выполнении колхозом обязательных поставок и натуроплаты за работу МТС в 1947 году и обеспеченности семенами зерновых культур для весеннего сева 1948 года» удостоена звания Героя Социалистического Труда с вручением ордена Ленина и золотой медали «Серп и Молот». В последующие годы хлеборобы её звена продолжали получать высокие урожаи зерновых культур.
Избиралась депутатом Ахсарисарского сельсовета.
Скончалась в 2004 году.
Память
Её именем названа улица в родном селе Ахсарисар.